# تنجرين
التَّنْجِرِين هو نوع من الحمضيات برتقالية اللون، والتي تعتبر مجموعة متنوعة من اليوسفي.
اُسْتُخْدِمَ الاسم لأول مرة للفاكهة القادمة من طنجة بالمغرب، والتي وُصفت بأنها صنف اليوسفي. بموجب نظام تصنيف تاناكا (Tanaka)، يعتبر Citrus tangerina نوعًا منفصلاً. تحت نظام سونغل (Swingle)، يعتبر التنجرين مجموعة من أصناف اليوسفي (C. reticulata).  يختلف البعض فقط في مقاومة المرض. يٌطَيَّق المصطلح حاليًا أيضًا على أي من فاكهة اليوسفي برتقالية محمرة.
التنجرين أصغر وأقل تقريبًا من البرتقال. يعتبر الطعم أقل حموضةً، وكذلك أحلى وأقوى من طعم البرتقال. اليوسفي الناضج صلب إلى ناعم قليلًا وذو قشرة حصوية بلا أخاديد عميقة، بالإضافة إلى اللون البرتقالي. القشرة رقيقة، مع القليل من الغلاف الثمري الوسطي (Mesocarp) الأبيض المر. كل هذه السمات مشتركة بين الماندرين بشكل عام.
يستمر موسم الذروة للتنجرين من الخريف إلى الربيع. غالبًا ما يُقَشَّر التنجرين ويؤكل يدويًا. تُستخدم الفاكهة الطازجة أيضًا في السلطات والحلويات والأطباق الرئيسية. تستخدم القشرة طازجةً أو مجففةً كتوابل أو مبشور للخبز والمشروبات. يتوفر عصير التنجرين الطازج ومُرَكَّز العصير المجمد بشكل شائع في الولايات المتحدة.